# Manizha
Manisja Dalerovna Sangin (fødselsnavn Manisja Dalerovna Khamrajeva russisk: Манижа Далеровна Сангин (Хамраева) tadsjikisk: Манижа Далеровна Ҳамроева ; født. 8. juli 1991 i Dusjanbe) også kendt som Manizha er en Russisk sangerinde. Hun skal repræsentere Rusland ved Eurovision Song Contest 2021 i Rotterdam med sangen "Russian Woman",